# Ƣ
Das Ƣ (kleingeschrieben ƣ) ist ein Buchstabe des lateinischen Schriftsystems. Es wird heute kaum mehr verwendet. Im Alphabet jener Sprachen, die es verwendeten, erschien es zwischen G und H und trug den Namen Ƣa (Gha [ɣaː] bzw. [ʁaː]).  Es wurde zur Darstellung des stimmhaften velaren Frikativs [⁠ɣ⁠] und des stimmhaften uvularen Frikativs [⁠ʁ⁠] benutzt.

## Entstehung

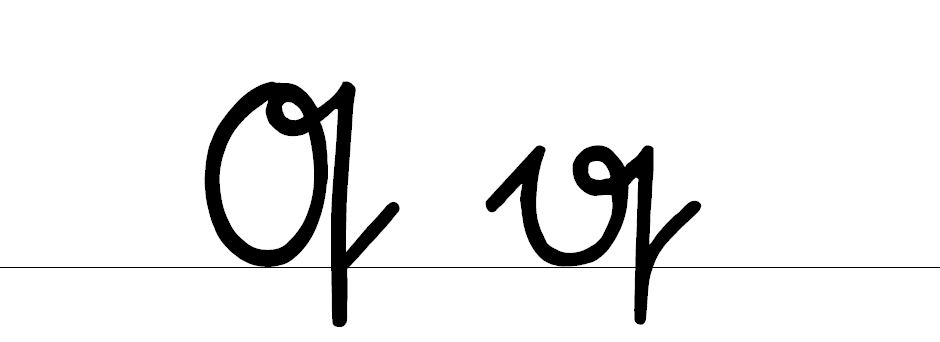
Q, q in Sütterlin-Handschrift

Als Vorbild für den Buchstaben Ƣ könnte eine handschriftliche Variante des Buchstaben Q gedient haben, wie sie in der zu Beginn des 20. Jahrhunderts verbreiteten Sütterlin-Schrift auftrat.

## Turksprachen

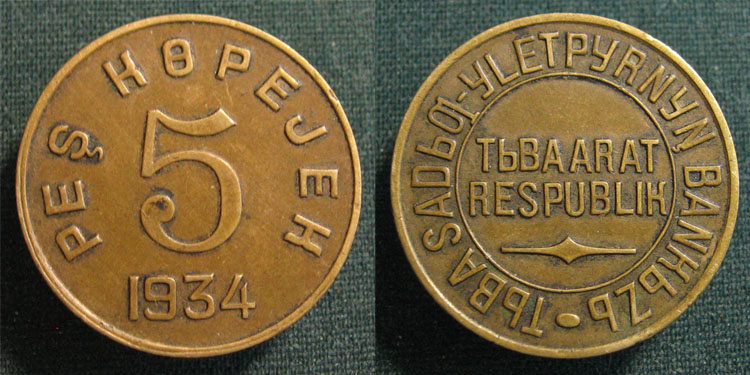
Ƣ auf tuwinischer 5-Kopeken-Münze, 1934

Der Buchstabe wurde in der Sowjetunion beim Wechsel von der arabischen Schrift zur Lateinschrift zunächst im Aserbaidschanischen (bereits ab 1922), Karatschaischen (ab 1924) und in den anderen Turksprachen des Nordkaukasus ab 1925 eingeführt, um die bisher mit dem arabischen Buchstaben غ (Ghain) bezeichneten Laute [⁠ɣ⁠] und [⁠ʁ⁠] darzustellen.
Auf Beschluss des Turkologenkongresses in Baku 1926 wurde diese Lateinschriftvariante für die meisten Turksprachen der Sowjetunion eingeführt. Dieses Alphabet wurde als Neues Alphabet für die Turksprachen bezeichnet, speziell im Tatarischen wurde es Jaꞑalif genannt. Es wurde in die Orthographie u. a. der folgenden Turksprachen eingeführt: Tatarisch (ab 1927), Krimtatarisch, Nogaisch, Kumykisch und Kirgisisch (ab 1928), Turkmenisch, Usbekisch, Kasachisch und Jakutisch (ab 1929), Baschkirisch und Tuwinisch (ab 1930).
Die Lateinschrift und somit das Ƣ kam jedoch nach 1939 wieder außer Gebrauch, als die Turksprachen der Sowjetunion zum kyrillischen Alphabet wechseln mussten. In kyrillischer Schrift trat häufig der Buchstabe Ғ, ғ (Kasachisch, Uigurisch, Tadschikisch, Baschkirisch) an seine Stelle. Im Jakutischen wird der Buchstabe Ҕ, ҕ benutzt. Im Tatarischen wird das unveränderte kyrillische Г, г sowohl für den velaren Plosiv [⁠g⁠] als auch den velaren Frikativ [⁠ɣ⁠] verwendet.
Diejenigen Sprachen, die nach Ende der Sowjetunion zur lateinischen Schrift zurückkehrten, übernahmen stattdessen das Ğ, ğ aus dem Türkischen. Das Usbekische verwendet hingegen Gʻ gʻ.
1959 wurde in der Volksrepublik China eine Lateinschrift für die Turksprache Uigurisch entwickelt und 1965 anstelle der zunächst seit 1949 verwendeten kyrillischen Schrift eingeführt. Auch diese Lateinvariante enthält den Buchstaben Ƣ und wird als Uyƣur Yəngi Yəziⱪ („Uigurische Neue Schrift“) bezeichnet. 1982 kehrten die Uiguren jedoch weitgehend zur arabischen Schrift zurück. Uyƣur Yəngi Yəziⱪ wird seither kaum mehr genutzt, ist bis heute aber noch immer ein offizielles Alphabet in China.

## Nicht-Turksprachen

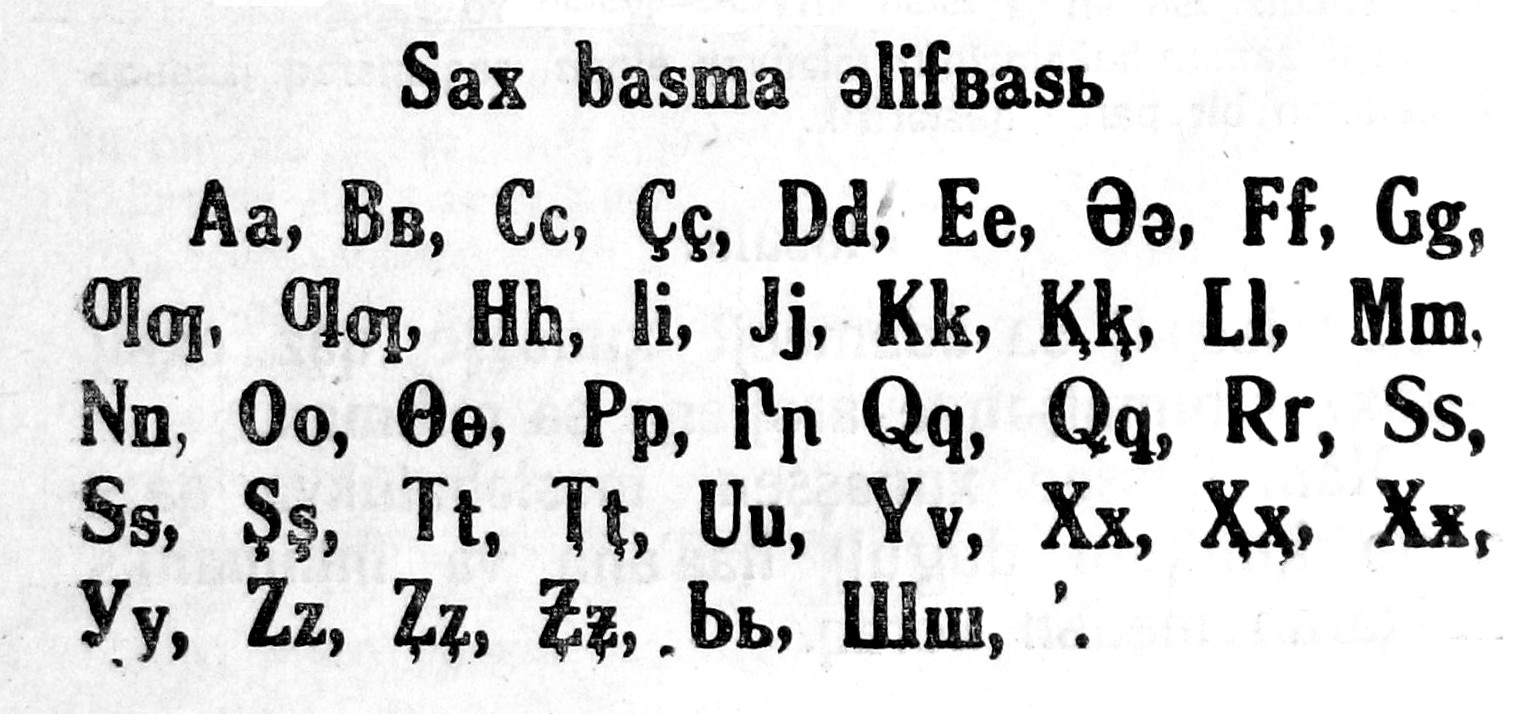
Tsachurisches Alphabet (1934–1938)

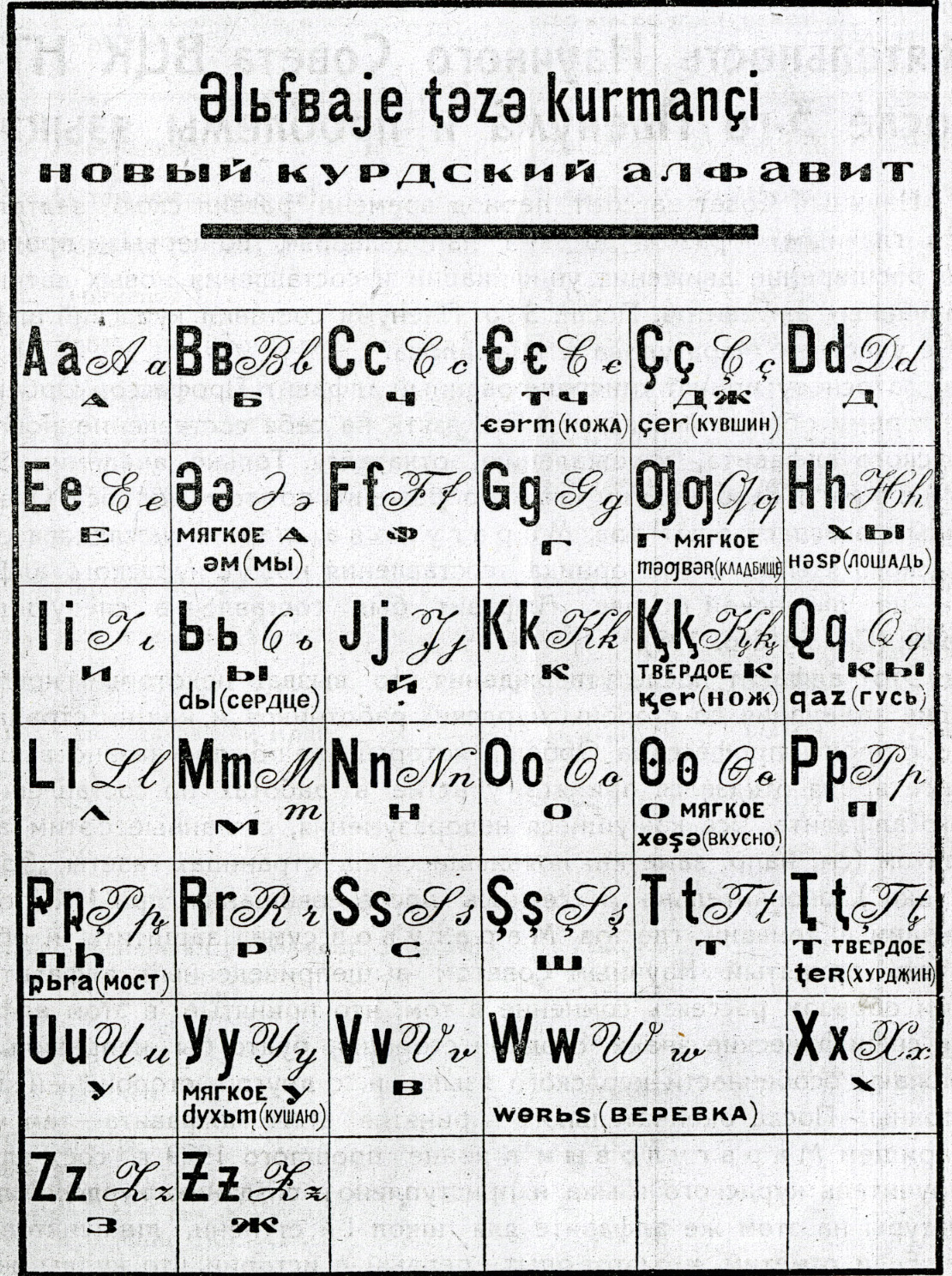
Kurdisches Latein-Alphabet in der UdSSR

Der Buchstabe Ƣ wurde auch Teil der Lateinschriften einiger nicht-türkischer Nordkaukasussprachen wie Awarisch, Darginisch und Lesgisch und Abchasisch. Im Tsachurischen trat gar neben dem Ƣ eine abgewandelte Form mit Querstrich auf.
Verwendet wurde das Ƣ auch in der Orthographie der indoeuropäischen (iranischen) Sprachen  Tadschikisch, Kurdisch und Tatisch.
Auch diese Sprachen wechselten Ende der 1930er Jahre in der Sowjetunion zur kyrillischen Schrift.

## Darstellung auf dem Computer
Die offizielle Benennung der Unicode-Zeichen ging fälschlich davon aus, dass das Ƣ eine Kombination aus O und I sei, und nannte es daher LETTER OI. Dies wurde später berichtigt und LETTER GHA als Alternativnamen hinzugefügt.
| Unicodenummer | Zeichen (400 %) | Kategorie      | Offizielle Bezeichnung                               | Beschreibung                    |
| ------------- | --------------- | -------------- | ---------------------------------------------------- | ------------------------------- |
| U+01A2 (418)  | Ƣ               | Großbuchstabe  | LATIN CAPITAL LETTER OI / ※ LATIN CAPITAL LETTER GHA | Lateinischer Großbuchstabe Gha  |
| U+01A3 (419)  | ƣ               | Kleinbuchstabe | LATIN SMALL LETTER OI / ※ LATIN SMALL LETTER GHA     | Lateinischer Kleinbuchstabe Gha |